# Денисенко, Тамара Егоровна
Тамара Егоровна Денисенко (бел. Тамара Ягораўна Дзенісенка; 1931—2001) — советский передовик сельскохозяйственного производства. Герой Социалистического Труда (1971).

## Биография
Родилась 9 января 1931 года в деревне Бель (ныне — Дубровенского района Витебской области) Белорусской ССР в крестьянской семье.
С 1941 по 1943 годы в период Великой Отечественной войны Т. Е. Денисенко пережила немецко-фашистскую оккупацию и рано потеряла отца погибшего на фронте.
В 1944 году после полного освобождения Витебской области Т. Е. Денисенко продолжила учёбу в школе и работала помогая матери по хозяйству. С 1949 года окончив неполную среднюю школу начала трудовую деятельность в местном колхозе «Звезда» — работала на разных работах в полеводстве, помогала на животноводческой ферме и зернотоке. С 1950 года работала в льноводстве в совхозе «Орловичи». С 1956 по 1959 годы Т. Е. Денисенко возглавляла одно из льноводческих звеньев.
С 1964 года перешла дояркой  в молочно-товарную ферму совхоза «Орловичи». 
Работать Т. Е. Денисенко начинала в условиях отсутствия механизации на совхозных фермах, дойка осуществлялась вручную. Но уже в первый год от каждой из первотёлок она надоила более 2500 килограммов молока и сберегла весь приплод молодняка, показав отличный результат для начинающей доярки. Начавшаяся механизация на ферме (механическое поение, механическое доение) позволили облегчить тяжёлый труд доярок и довести количество животных в группе Т. Е. Денисенко до 21 коровы.
Т. Е. Денисенко выступила одним из инициаторов социалистического соревнования за получение трёхтысячных надоев молока от каждой закреплённой коровы. Добиваясь неуклонного роста продуктивности животных, из года в год она успешно увеличивала надои от коров своей группы. Уже в 1966 году средний надой на одну фуражную корову составил — 2705 килограммов, в 1967 году — 3358, в 1968 году — 3388 и в 1969 году — 4075. Коллективу в числе первых в районе было присвоено звание «Коллектив коммунистического труда».  Новый успех пришёл к ней в 1970 году, последнем году восьмой пятилетки (1966—1970), когда она вышла победителем социалистического соревнования среди доярок района. Средний надой в группе Денисенко составил — 4478 килограммов молока от каждой коровы. С началом девятой пятилетки (1971—1975) Т. Е. Денисенко выступила одним из инициаторов соцсоревнования за получение четырёхтысячных надоев молока от каждой закреплённой коровы.
8 апреля 1971 года Указом Президиума Верховного Совета СССР «за выдающиеся успехи, достигнутые в развитии сельскохозяйственного производства и выполнении пятилетнего плана продажи государству продуктов земледелия и животноводства» Тамара Егоровна Денисенко была удостоена звания Героя Социалистического Труда с вручением Ордена Ленина и золотой медали «Серп и Молот».
Т. Е. Денисенко стала многодетной матерью, родила и воспитала пятерых детей, была награждена Медалью Материнства II степени.
Помимо основной деятельности избиралась членом Витебского обкома Компартии Беларуси, депутатом Дубровенского районного и Волевковского сельского Советов депутатов трудящихся. Благодаря её стараниям как депутата были реконструированы коровник и телятник в колхозе, благоустроена родная деревня, проложена хорошая насыпная дорога к местной ферме, проведена полная механизация всех трудоёмких процессов на самой ферме. В 1976 году была делегатом XXV съезда КПСС.
В 1981 году вышла на заслуженный отдых. Проживала в деревне Бель. Умерла 15 мая 2001 года.

## Награды и звания
- Медаль «Серп и Молот» (8.04.1971)
- Орден Ленина (8.04.1971)
- Медаль Материнства II степени